# Rue de l'Ourthe
La rue de l'Ourthe est une rue ancienne du quartier d'Outremeuse à Liège en Belgique (région wallonne). 

## Situation et accès
Cette voie plate et rectiligne d'une longueur d'environ 160 m relie la rue Jean d'Outremeuse au quai de l'Ourthe, en rive gauche de la Dérivation. L'artère est coupée par la rue Louis Jamme. La section nord de cette artère est piétonne.

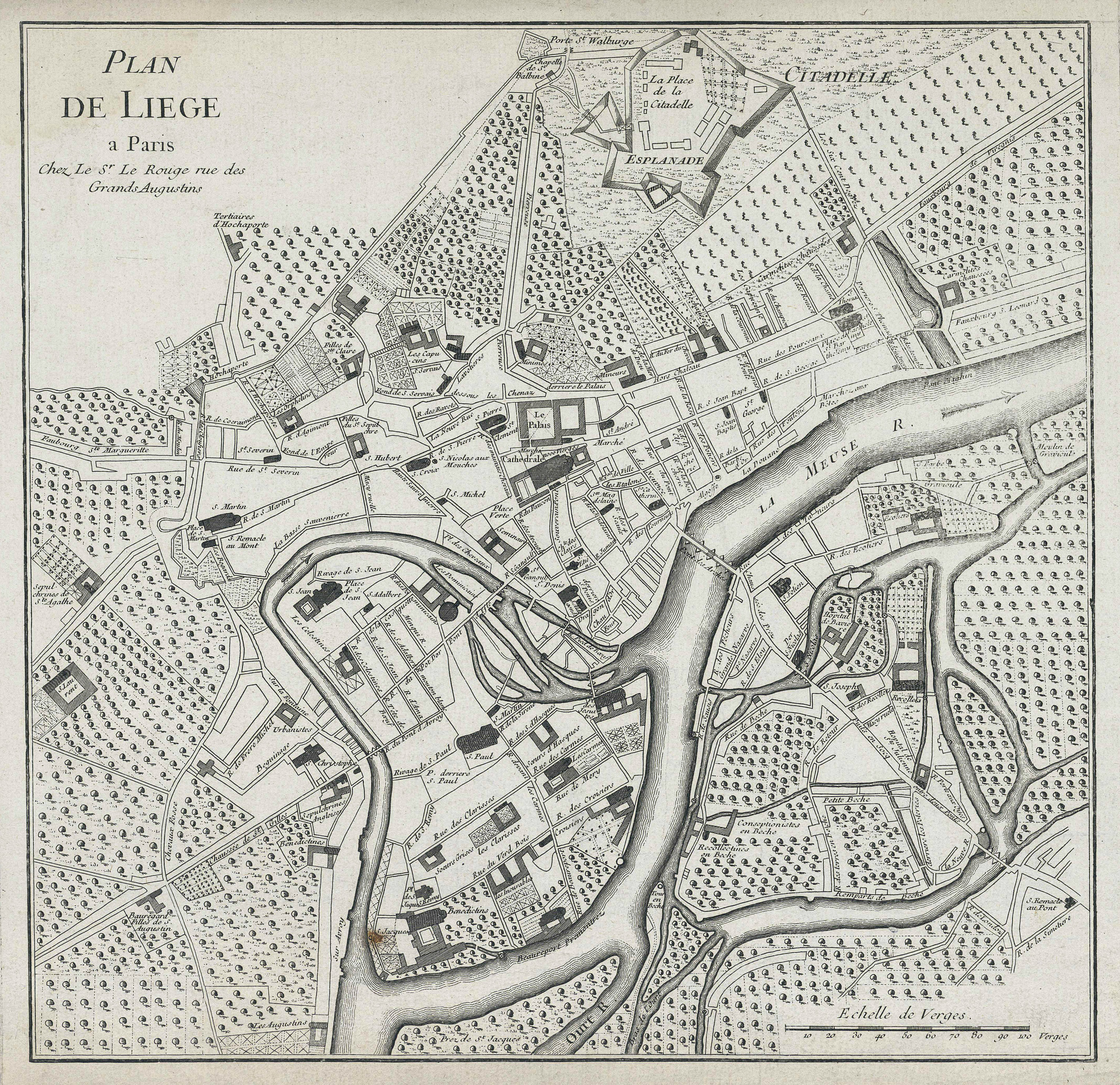
Liège vers 1750

Voiries adjacentes
- Rue Roture
- Rue Jean d'Outremeuse
- Rue Petite-Bêche
- Rue Louis Jamme
- Quai de l'Ourthe

## Odonymie
L'Ourthe est une rivière dont les eaux sont englobées dans celles de la Dérivation.
L'Ourthe a aussi été le nom du département sous le régime français entre 1795 et 1814. Liège en était la préfecture. Les bâtiments de cette préfecture se trouvaient à l'hôtel de Hayme de Bomal en Féronstrée.

## Historique
Cette artère est le prolongement sud de le rue Roture et s'appelait au XVIIIe siècle la rue des Terres en Bêche (voir carte de 1750). Bêche était le nom de la partie sud d'Outremeuse. La rue est antérieure au XVIIIe siècle mais la période de sa création n'est pas connue. Elle pourrait toutefois avoir la même origine que la rue Roture, soit le XIIIe siècle. Le pont de Bêche franchissant la Rivelette, un ancien bief la reliait à la rue Roture. En 1879, la voie prend le nom de rue de l'Ourthe.
Bien qu'ancienne, la rue n'a pas conservé d'immeubles antérieurs au XXe siècle contrairement à la rue Roture voisine.
Un ensemble d'immeubles à appartements inauguré en 1939 et réalisé d'après les plans de l'architecte Melchior Jeurgen pour la Société coopérative La Maison liégeoise se situe aux nos 17/19/21. Ces immeubles en brique jaune de six niveaux (cinq étages) se situent principalement le long de la rue Louis Jamme. Ils relèvent du style moderniste.
Les deux immeubles d'angle avec le quai de l'Ourthe sont des immeubles à appartements relevant des styles Art déco (côté impair) et moderniste (côté pair). Ce dernier fut réalisé en 1938 et 1939 suivant les plans de l'architecte Urbain Roloux

## Bâtiments remarquables et lieux de mémoire
L'entrée de la piscine et du centre sportif d'Outremeuse, construits dans les années 1970, se situe dans la partie piétonne de la rue.